# Dolmen von Axeitos
Der Dolmen von Axeitos (auch Pedra do Mouro genannt) ist eine jungsteinzeitliche Megalithanlage nordwestlich des Dorfes Axeitos, in der Gemeinde Ribeira, auf der Barbanza Halbinsel in der Provinz A Coruña, in Galicien, in Spanien.
Der Dolmen liegt in einem kleinen Gehölz zwischen Noia und Ribeira an der Küstenstraße AC550, nahe dem Corrubedo Strand und dem Naturpark Dünen von Corrubedo an der Mündung des Ria de Arousa. Er wird zwischen 4000 und 3600 v. Chr. datiert und ist ein Beispiel eines auch im angrenzenden Portugal verbreiteten Typs, der dort als Anta bezeichnet wird. Ursprünglich von einem Hügel bedeckt, der ihm ein höhlenartiges Aussehen verlieh, wurde er später in seinen gegenwärtigen Zustand versetzt.
Der Kammergrundriss des Dolmens ist polygonal und wird von 8 leicht nach innen geneigten Tragsteinen gebildet, die von einem 3,5 × 4,5 m großen und 0,6 m dicken Deckstein bedeckt sind. Er zeigt nicht die typische 20–25-Grad-Neigung, die für die Antas der Region typisch ist, sondern liegt fast horizontal auf. Die West-Ost orientierte Breitkammer misst etwa 2,4 × 3,2 Meter. Ihre Höhe beträgt 2,0 m. Der kurze erhaltene Teil des Ganges besteht aus zwei Steinen.
Es gibt Petroglyphen auf dem Felsen. Aber nicht alle sind alt. Eine ist als Vandalismus aus ca. 1997 bekannt.
Wegen seines historischen und archäologischen Wertes wurde der Dolmen 1978 als Kulturgut von besonderem Wert eingestuft. Es wurden aber keine weiteren Funde gemacht.
In der Nähe liegt das Castro de Baroña und die Dolmen Arca do Barbabza 1 und 2.